# Heldswil
Heldswil (toponimo tedesco) è una frazione del comune svizzero di Hohentannen, nel Canton Turgovia (distretto di Weinfelden).

## Storia

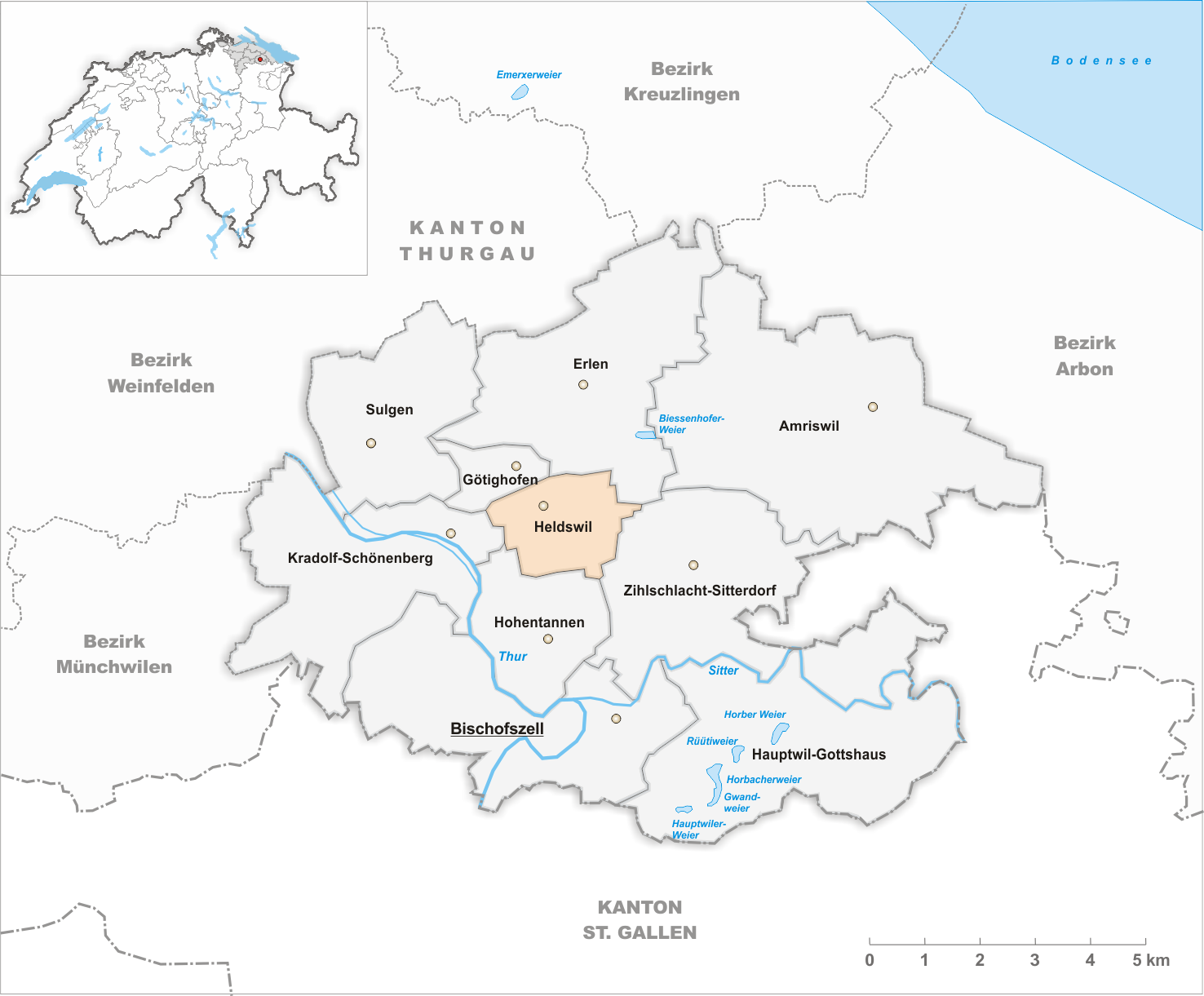
Il territorio del comune di Heldswil prima degli accorpamenti comunali del 1999

Già comune autonomo (Ortsgemeinde) che apparteneva al distretto di Bischofszell e che comprendeva anche le frazioni di Hüttenswil e di Bernhausen, nel 1999 è stato aggregato al comune di Hohentannen.

## Monumenti e luoghi d'interesse
- Cappella di Santa Caterina, consacrata nel 1489[1].

## Società

### Evoluzione demografica
L'evoluzione demografica è riportata nella seguente tabella:
Abitanti censiti

## Amministrazione
Ogni famiglia originaria del luogo fa parte del cosiddetto comune patriziale e ha la responsabilità della manutenzione di ogni bene ricadente all'interno dei confini della frazione.